# 热致变色

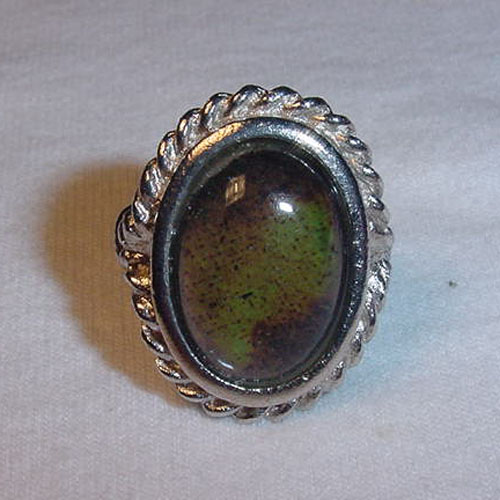
情绪戒指的正面照片。注意颜色变化带。

热致变色，印刷界常以變色油墨、感溫油墨稱之。是物质在温度改变时发生颜色变化的性质。情绪戒指是这种现象的一个很好的例子，但热致变色也有更多的实际用途，例如：婴儿奶瓶（凉到能喝时改变为不同颜色）或水壶（水处于或接近沸点时变色）。在生活中，我们在一些特制的水杯、毛巾和发票上都能找到热致变色材料的应用。热致变色是众多变色效应的一种。

## 可逆热致变色
某些单质（如氧、硫等）、无机物或有机物都可以发生热致变色现象。

### 无机物的可逆热致变色
无机物的可逆热致变色见下表。
| 物质               | 变色温度（℃） | 颜色变化   | 变色机理                   | 参考文献    |
| ------------------ | ------------- | ---------- | -------------------------- | ----------- |
| Ag2HgI4            | 50.7          | 黄→橙      | Ag(I)-Hg(II)电荷转移配合物 | [ 1 ] [ 2 ] |
| Cu2HgI4            | 66.6          | 红→暗紫    | Cu(I)-Hg(II)电荷转移配合物 | [ 1 ] [ 2 ] |
| Tl2HgI4            | 116.5         | 橙→红      | 晶体结构改变               | [ 1 ]       |
| ZnO                | 425           | 白→黄      | 受热失氧产生晶格缺陷       | [ 3 ]       |
| N2O4               |               | 无→红棕    | N2O4 ↔ 2 NO2               |             |
| Na2O2              | 544           | 白渐变深黄 |                            | [ 4 ]       |
| [(CH3)2CHNH2]CuCl3 | 52            | 棕→橙      | CuCl3-几何构型改变         | [ 5 ]       |
| MoO3               |               | 无→黄      |                            |             |

### 有机物的可逆热致变色
| 物质                          | 变色温度（℃） | 颜色变化  | 变色机理                               | 参考文献 |
| ----------------------------- | ------------- | --------- | -------------------------------------- | -------- |
| 对氨基苯基汞双硫腙盐          |               | 橙→蓝     | 质子转移                               | [ 6 ]    |
| 邻联甲苯胺单缩香草醛          | 100           | 淡黄→土黄 | 质子转移                               | [ 7 ]    |
| 邻联甲苯胺双缩香草醛          | 120           | 金→绿     | 质子转移                               | [ 7 ]    |
| 2,3-二苯乙烯基-5,6-二氰基吡嗪 | 174.5         | 黄→红     | 升高温度，分子间π-π作用增强， 晶格收缩 | [ 8 ]    |

## 不可逆热致变色
不可逆热致变色材料在加热时发生变色，可能是由于物质在加热时发生了不可逆的分解反应或者氧化还原反应，可以发生这类反应的通常有存在氧化态较低元素的物质和受热易分解的碳酸盐、氢氧化物、硝酸盐、草酸盐、卤酸盐等。水合物、氨合物受热可以分解，比如CoCl2·6H2O和NiSO4·6H2O。
铵盐对热不稳定，受热也会分解。重铬酸铵的热分解便是有鲜明颜色变化的一例，其分解反应为：
(NH
4)
2Cr
2O
7(s) → Cr
2O
3(s) + N
2(g) + 4 H
2O(g) (ΔH=−429.1 ± 3 kcal/mol)
反应结束后，颜色由橙色变为暗绿色。

## 应用
根据某些物质的热致变色性质而制作的热致变色材料可以应用于军事、变色玻璃、示温材料、艺术品、防伪材料等。

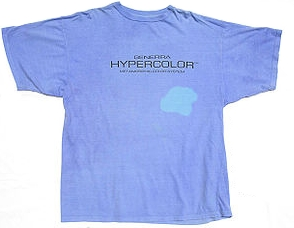
一件“超色”变色T恤，其颜色可由蓝色变为蓝绿色。
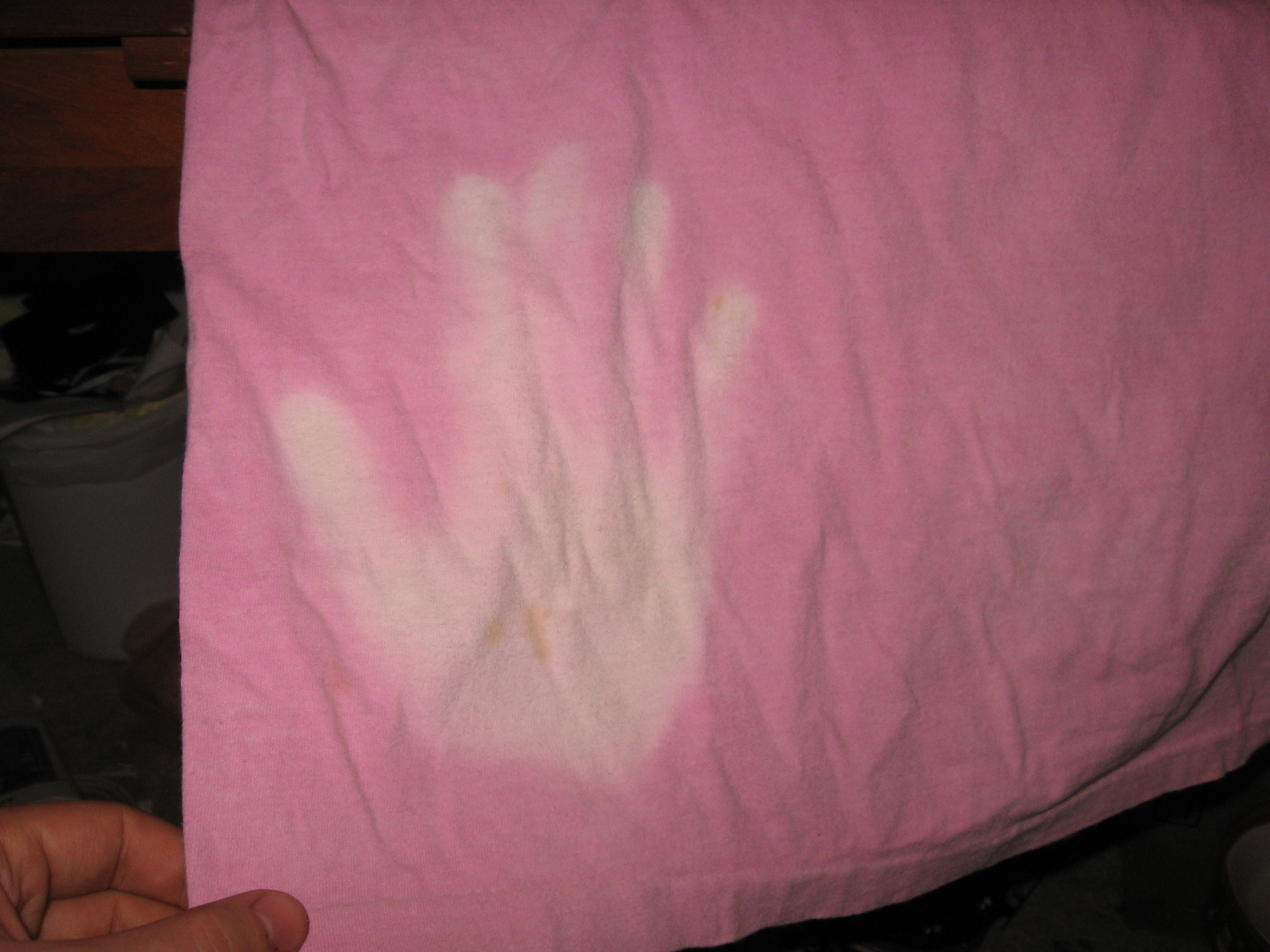
另一件“超色”变色T恤。
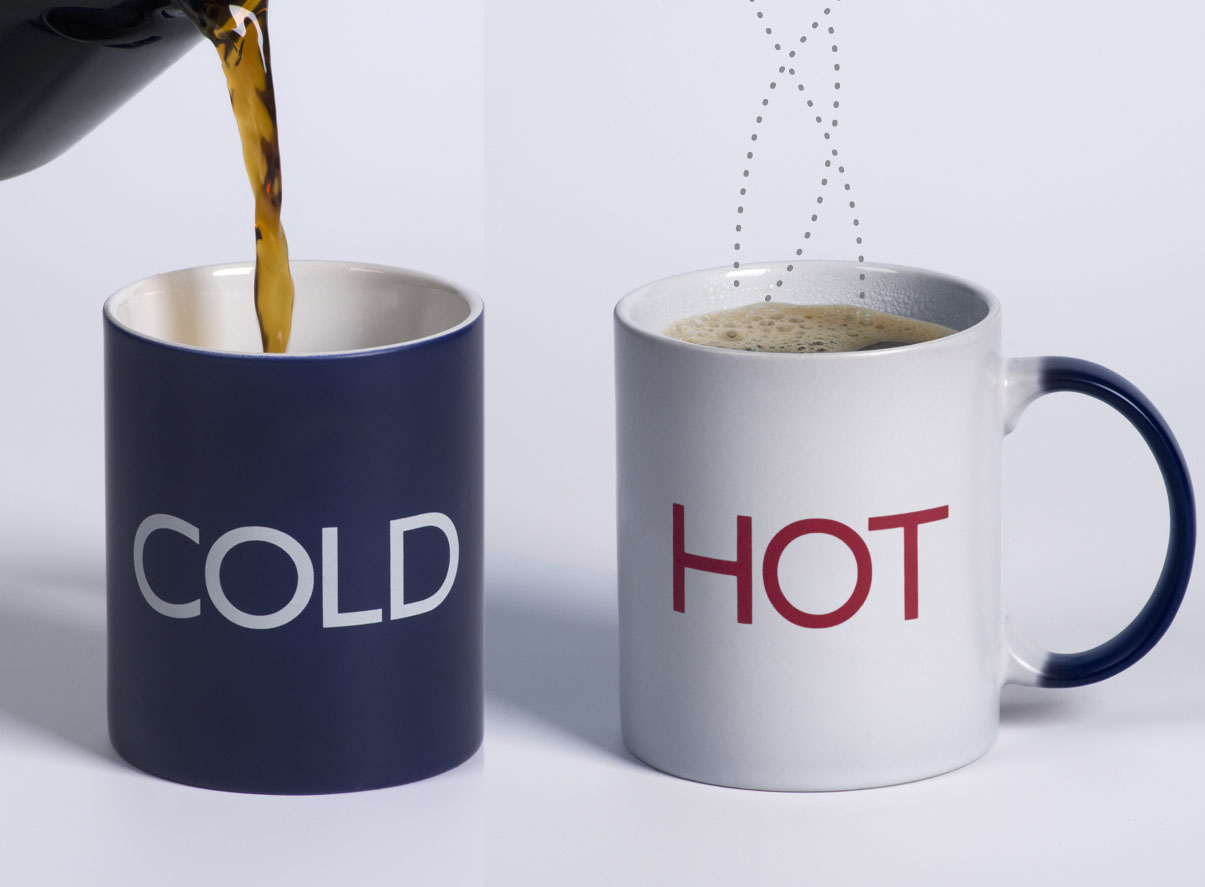
一个涂有热致变色涂料的杯子，一是艺术品本身的需要，二是为了指示杯内液体的温度。
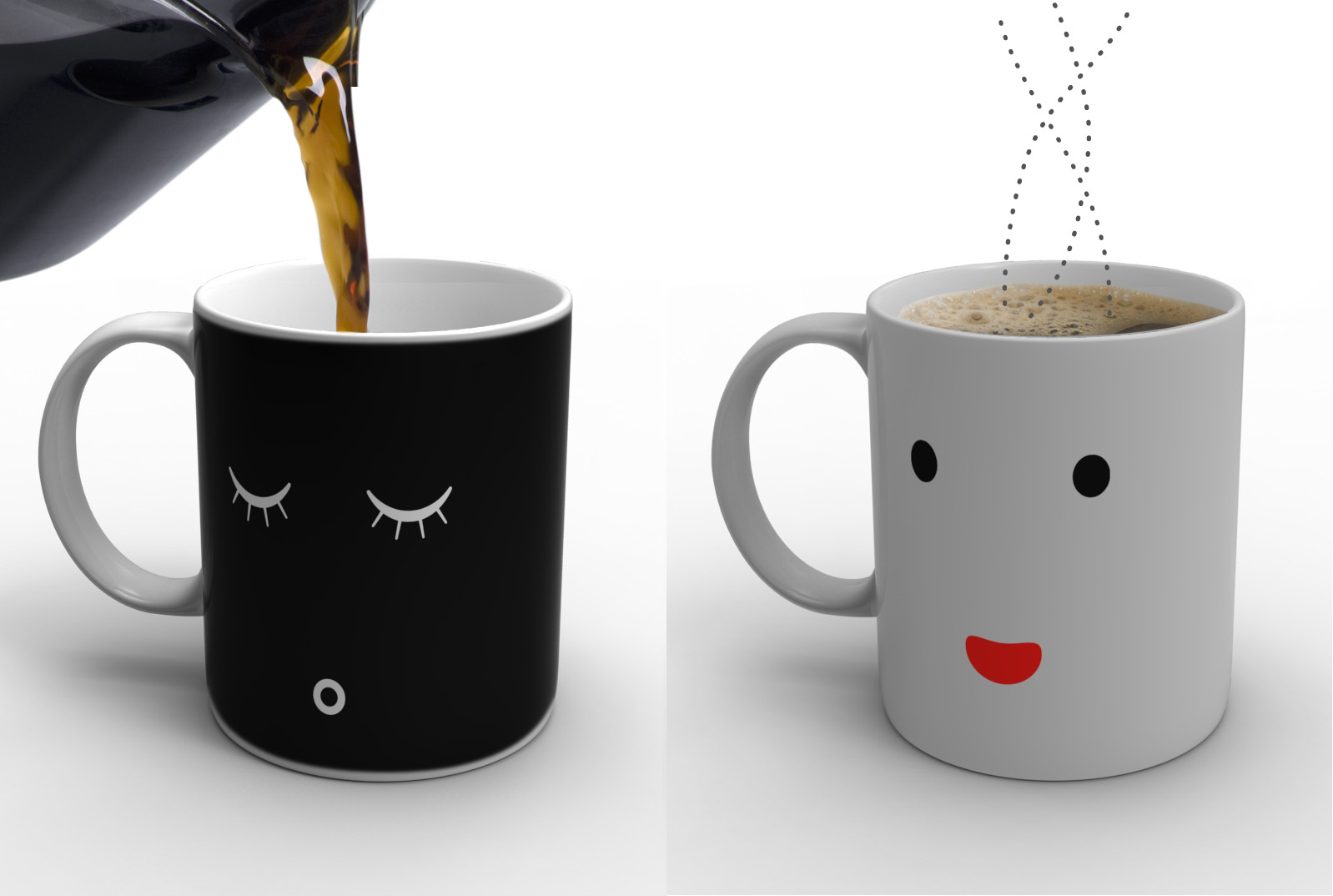
另一个涂有热致变色涂料的杯子。

## 拓展阅读
- 苏海涛, 郭虹, 王学军. 热致变色材料与防伪应用[J]. 标准化报道. 1997. 18(4): 26-27
- 周家茵, 綦尤训, 周世光. 镧系配合物热致变色性能的研究(III)[J]. 国防科技大学学报. 1990. 12(1): 116-120
- 周家茵, 綦尤训, 周世光 等. 稀土配合物热致变色性能研究(VI)-稀土铬天青S配合物的热致变色性能. 国防科技大学学报. 1991. 13(1): 64-68
- 余坚, 苑俊章, 郝志峰. 新型AgmCunHgI4可逆热致变色颜料的研究[J]. 精细化工. 2002. 19(11): 651-653
- 毕维昭. 二氯化钴在水-乙醇溶液中的热致变色作用[J]. 苏州大学学报（自然科学）. 1990. 6(4): 515-519
- 井原, 良訓. 金属錯体の固相サーモクロミズム: 熱構造異性化反応を中心にして[J]. 化学と工業. 1989. 42(2):235-239

- 蛍光によって決まるサリチリデンアニリン結晶のサーモクロミズム - SA结晶的热致变色（日文）
- ウラン錯体が持つサーモクロミズムの発見 （页面存档备份，存于） - 一种铀酰硫氰根配合物的热致变色现象（日文）
- 色の変わる分子〜クロミック分子〜 （页面存档备份，存于） - 各类变色效应的介绍（日文）